# Џоана Аткинс
Џоана Аткинс (енгл. Joanna Atkins; 31. јануар 1989) је америчка атлетичарка, која се такмичи у свим спринтерским дисциплинама, а највеће успехе је постигла као чланица америчке штафете 4 х 400 м.

## Биографија
Као студент на универзитету Обурн у Алабами, 2009. освојила је 6 титула на првенствима НЦАА..
Четвртим местом на првенству САД 2013. Аткинсова обезбеђује место у америчкој штафети 4 х 400 м на Светском првенству у Москви. Трчала је у квалификацијама и омогућила штафети да се пласира у финале, где је замењена са Наташом Хејстингс. Освојиле су друго место иза руске штафете, а Џоана је добила сребрну медаљу.
На Светском првенству у дворани 2014. у Сопоту у Пољској, Џоана Аткинс је шеста у финалу на 400 м (52,55), а са штафетом 4 × 400 метара, освојила златну медаљу у друштву са Наташом Хејстингс, Френсином Макорори и Касандром Тејт, испред штафета Јамајке и Уједињеног Краљевства.

## Значајнији резултати
| Датум | Такмичење                   | Место  | Пласман | Дисциплина | Време                         |
| ----- | --------------------------- | ------ | ------- | ---------- | ----------------------------- |
| 2013  | Светско првенство           | Москва | 2       | 4 × 400 м  | Учествовала у квалификацијама |
| 2014  | Светско првенство у дворани | Сопот  | 1       | 4 × 400 м  | 3:24,83                       |
| 2014  | Светско првенство у дворани | Сопот  | 6.      | 400 м      | 52,55                         |
| 2014  | Светско првенство штафета   | Насау  | 1       | 4 × 400 м  | 3:27,73                       |

## Лични рекорди Џоане Аткинс
На отвореном
| Дисциплина | Резултат | Место          | Датум          |
| ---------- | -------- | -------------- | -------------- |
| 100 м      | 11,02    | Сакраменто САД | 27. јун 2014.  |
| 200 метара | 22,27    | Гејнсвил САД   | 4. април 2014. |
| 400 метара | 50,39    | Фајетвил САД   | 13. јул 2009.  |

У дворани
| Дисциплина | Резултат | Место          | Датум             |
| ---------- | -------- | -------------- | ----------------- |
| 60 м       | 7,28     | Лексингтон САД | 1. март 2009.     |
| 200 метара | 23,39    | Фајетвил САД   | 9, фебруар 2013.  |
| 400 метара | 51,13    | Албукерки САД  | 23. фебруар 2014. |